# Annick Van den Ende-Chapellier
Annick J.M. van den Ende-Chapellier, née le 14 mai 1965 à Saint-Mard (Belgique) est une femme politique belge wallonne, membre du cdH.
Elle est licenciée en Sciences Mathématiques (FNDP); diplômée en Sciences Actuarielles  (UCL); agrégée de l'Enseignement Secondaire Supérieur (FNDP).

## Carrière politique
- 2007 -    : conseillère CPAS à Virton
- 2010 -    : présidente du CPAS de Virton
- 20 juillet 2010 - 16 décembre 2011 : députée fédérale belge en remplacement[1] de Benoît Lutgen, alors ministre empêché.
- 2012 -    : présidente du CPAS de Virton et conseillère communale
- 2016 -    : Echevine du Budget et de la cohésion sociale